# Domenica, maledetta domenica
Domenica, maledetta domenica (Sunday Bloody Sunday) è un film del 1971 diretto da John Schlesinger.
Pellicola di produzione britannica con protagonisti Glenda Jackson e Peter Finch.

## Trama
Storia di un intreccio sessuale fra un giovane designer bisessuale, una consulente aziendale e un medico ebreo.

## Distribuzione
Il film è uno dei primi film ampiamente distribuiti che mostra scene di sesso gay.

## Riconoscimenti
- Golden Globe 1972
  - Miglior film straniero in lingua inglese
- 1972 - Premi BAFTA
  - Miglior film
  - Miglior regista
  - Miglior attore (Peter Finch)
  - Migliore attrice (Glenda Jackson)
  - Miglior montaggio
- David di Donatello 1972
  - Miglior regista straniero

Nel 1999 il British Film Institute l'ha inserito al 65º posto della lista dei migliori cento film britannici del XX secolo.